# Phillip Tisson
Phillip Tisson (12 settembre 1985 – Brooklyn, 31 agosto 2010) è stato un calciatore santaluciano, di ruolo centrocampista.

## Biografia
Tisson è stato ucciso a colpi d'arma da fuoco il 30 agosto 2010 a Brooklyn, New York City.